# إمبنادة
إمبنادة أو إمبانادا أكلةٌ شهيرة في أمريكا اللاتينية وإسبانيا وهي طعامٌ مخبوز أو مقلى محشوٌ باللحم أو الجبن أو الذرة أو مكونات أُخَر. 

## أصل الإمبنادة
يعود أصل الإمبنادة إلى جليقية وهي منطقة شمال غرب إسبانيا.و وردت وصفتها بكتاب طبخ نشر في قطلونية كتبه روبرت دى نولا عام 1520.

## الإمبنادة في أمريكا اللاتينية

### الأرجنتين
تقدم الإمبنادة الأرجنتينية في الحفلات والمهرجانات نوعاً من المقبلات أو أحيانا طبقا رئيسياً.تتخصص المحلات في إعداد الإمبنادة الطازجة بأطعمة وحشوات مختلفة.
تصنع عجينة الإمبنادة الإرجنتيتية من دقيق القمح ويختلف الحشو من مقاطعة إلى أخرى. فالبعض يستخدم الدجاج والبعض الآخر يستخدم اللحم المفروم أو المقطع والمتبل بالكمون والبابريكا. وتشمل المكونات أيضا البصل أو البيض المسلوق أو الزيتون أو الزبيب.

### تشيلى
تُعدُّ الإمبنادة الأكلةَ الأكثر رمزية في شيلى. وأكد رئيس شيلى سلفادور أليندى (1970-1973) على ذلك واصفا مشروعه السياسى بأنه سيكون «ثورة بطعم النبيذ ورائحة الإمبنادة».
تزداد الإمبنادة المحشوة باللحم أو كما يطلقون عليها «بينو» شعبية وقت الاحتفال بالأعياد الوطنية في شيلى أو عيد الاستقلال في شهر سبتمبر. وتكون البينو محشوة باللحم المفروم والبصل الأبيض المقل ومتبلة بالثوم، البيض المسلوق، الزيتون وأحيانا الزبيب. ويعتبر هذا النوع هو الإمبنادة التشيلية التقليدية.

### فنزويلا
تختلف الإمبنادة الفنزيولية عن مثيلاتها في بلاد أمريكا اللاتينية الأخرى مثل الأرجنتين وتشيلى في أنها مصنوعة من دقيق الذرة وليس دقيق القمح. وعلى غرار بلاد الكاريبى تُقلى الإمبنادة الفنزويلية ولا تخبز.

## الإمبنادة في بلاد أخرى

### إندونيسيا
الإمبنادة في المطبخ الإندونيسى وجبةٌ خفيفة من الخبز المحشو بالتونة الحارة، وهي من أصل برتغالى وتشتهر في مناطق معينة بإندونيسيا.

### الفلبين
تحتوى الإمبنادة الفلبينة في الغالب على اللحم المفروم، لحم الخنزير أو الدجاج، البطاطس، البصل المقطع والزبيب وهي تشبه بذلك إلى حد ما طبق البيكاديو الكوبى. وتصنع العجينة من دقيق القمح

### الولايات المتحدة
تنتشر الإمبنادة بصورة واسعة في الولايات المتحدة الأمريكية وتباع في المطاعم والمحلات وعربات الطعام خاصا  في المناطق التي يكثر بها السكان الهيسبانك مثل تكساس، لوس أنجلوس وكاليفورنيا.

## انطر أيضًا
- إنشلادة